# Cecelivka, Haisîn
Cecelivka (în ucraineană Чечелівка) este localitatea de reședință a comunei Cecelivka din raionul Haisîn, regiunea Vinnița, Ucraina.

## Demografie
Componența lingvistică a localității Cecelivka
     Ucraineană (97,34%)
     Rusă (2,13%)
     Alte limbi (0,27%)
Conform recensământului din 2001, majoritatea populației localității Cecelivka era vorbitoare de ucraineană (97,34%), existând în minoritate și vorbitori de rusă (2,13%).